# El Barzón
El Barzón A.C is een Mexicaanse politieke organisatie die de belangen van de middenklasse en landbouwers vertegenwoordigt. 'Barzón' is in het Spaans het woord voor het deel waarmee een ploeg aan een paard zit verbonden. De naam is afkomstig van een volksliedje uit de Mexicaanse Revolutie.
De beweging is ontstaan na de economische crisis van 1994-1995 kort na het aantreden van president Ernesto Zedillo. Bij deze crisis verloor de Mexicaanse peso de helft van haar waarde ten opzichte van de dollar, wat voor veel ondernemers, die hun inkomsten in peso's en schulden in dollars rekenden, funest was. Hulpprogramma's van de overheid kwamen alleen de allergrootste bedrijven ten goede en gingen bovendien gepaard met corruptie en vriendjespolitiek. El Barzón wist met opvallende acties de aandacht te trekken; zo trok een van de leiders eens op een paard het Congres van de Unie binnen.
Opvallend aan El Barzón was dat het in tegenstelling tot de meeste andere sociaal-politieke bewegingen in Mexico voornamelijk aanhang had onder de middenklasse in plaats van de armen. El Barzón werd gesteund door grote delen van de bevolking, hoewel het ook werd bekritiseerd wegens het 'bevorderen van een cultuur van niet-betalen'. De organisatie bestaat nog steeds, maar is over haar top heen.